# Дуле-Сар
Дуле-Сар (перс. دوله سر) — село в Ірані, у дегестані Кухестані-є-Талеш, у Центральному бахші, шагрестані Талеш остану Ґілян. За даними перепису 2006 року, його населення становило 60 осіб, що проживали у складі 14 сімей.

## Клімат
Середня річна температура становить 11,91 °C, середня максимальна – 26,28 °C, а середня мінімальна – -2,68 °C. Середня річна кількість опадів – 515 мм.
| Клімат поселення                              | Клімат поселення | Клімат поселення | Клімат поселення | Клімат поселення | Клімат поселення | Клімат поселення | Клімат поселення | Клімат поселення | Клімат поселення | Клімат поселення | Клімат поселення | Клімат поселення | Клімат поселення |
| Показник                                      | Січ.             | Лют.             | Бер.             | Квіт.            | Трав.            | Черв.            | Лип.             | Серп.            | Вер.             | Жовт.            | Лист.            | Груд.            |                  |
| Середній максимум, °C                         | 9,44             | 8,33             | 10,40            | 14,84            | 19,68            | 24,27            | 26,28            | 25,90            | 21,47            | 18,04            | 12,85            | 9,52             |                  |
| Середня температура, °C                       | 3,94             | 2,82             | 4,90             | 9,32             | 14,19            | 18,77            | 22,10            | 21,72            | 17,30            | 13,85            | 8,67             | 5,35             |                  |
| Середній мінімум, °C                          | −1,57            | −2,68            | −0,61            | 3,82             | 8,66             | 13,28            | 17,95            | 17,55            | 13,12            | 9,68             | 4,51             | 1,17             |                  |
| Норма опадів, мм                              | 41               | 39               | 57               | 57               | 47               | 24               | 12               | 19               | 43               | 70               | 52               | 54               |                  |
| Середньомісячна швидкість вітру, м/с          | 2.15             | 2.44             | 2.46             | 2.57             | 2.20             | 2.14             | 2.49             | 2.28             | 1.91             | 2.01             | 2.07             | 1.97             |                  |
| Середньомісячна сонячна радіація, кДж/м²·день | 7055             | 9450             | 11643            | 15958            | 19737            | 22521            | 23556            | 19986            | 16431            | 11366            | 8580             | 6644             |                  |
| --------------------------------------------- | ---------------- | ---------------- | ---------------- | ---------------- | ---------------- | ---------------- | ---------------- | ---------------- | ---------------- | ---------------- | ---------------- | ---------------- | ---------------- |
| Джерело:                                      |                  |                  |                  |                  |                  |                  |                  |                  |                  |                  |                  |                  |                  |